# Lidar Höyük
Lidar Höyük was een archeologische vindplaats op de oostoever van de Eufraat ongeveer 50 km noordwestelijk van de Turkse provinciehoofdstad Şanlıurfa. Aan de overkant van de rivier was de heuvel van Samsat te zien. Sinds 1988 zijn beide plaatsen verdwenen onder het water van de Atatürkdam.
Van 1979 tot 1987 zijn er door het Institut für Ur- und Frühgeschichte und Vorderasiatische Archäologie van de Universiteit van Heidelberg onder leiding van Harald Hauptmann opgravingen verricht. Er waren lagen vanaf de Kopertijd tot in de Islamitische tijd.

## Vroeg Brons
Er is een oven gevonden uit de Vroege Bronstijd waarin grote aardewerken potten gebakken werden voor de opslag van voedingswaren. Een aantal grote vaten bevindt zich in het museum van Urfa Er zijn uit deze tijd ook een opvallend aantal (ca. 200) steenkisten gevonden.

## IJzertijd
In de IJzertijd waren er ononderbroken strata van de 13e tot de 6e eeuw v. Chr. in een loopgraaf die Q,R,S 44-45 genoemd werd.
In de Neo-Hettitische tijd was het waarschijnlijk een eigen vorstendom dat (soms?) onderhorig was aan Karchemiš. Er is een zegelafdruk gevonden van Kuzi-Tešub, de 'grootkoning' en zoon van Talmi-Tešub, de laatste koning van Karchemiš vóór de val van het Hettietenrijk.